# Eduard Greczko
Eduard Greczko (ur. 2 maja 1941 w Wasylówce) – ukraiński naukowiec, specjalista w dziedzinie elektrotechniki i układów półprzewodnikowych urządzeń, profesor, doktor nauk technicznych.

## Życiorys
Urodził się w Wasylówce w rodzinie nauczyciela. Rozpoczął studia na Winnickim Instytucie Pedagogicznym, na specjalności „nauczyciel fizyki”, w 1963 przeniósł się na Politechniczny Instytut Kijowski, obecnie Narodowy Techniczny Uniwersytet Politechnika Kijowska, gdzie w 1967 r. ukończył studia na Wydziale Radiotechnicznym.
W latach 1967 – 1985 pracował w Instytucie elektrodynamiki AN ZSRR (NAN Ukrainy). W 1972 r. obronił pracę doktorską na temat "Poprawa jakości napięcia wyjściowego falownika na podstawie PWM".
Z 1985 kierował laboratorium Autonomicznych systemów konwersji energii elektrycznej w Instytucie problemów oszczędzania energii AN ZSRR. Stopień doktora habilitowanego otrzymał od WAC ZSRR po prezentacji i obrony w 1989 pracy doktorskiej "Autonomiczne falowniki napięcia typu modulacyjnego". Dyplom profesora w dziedzinie elektrotechniki i układów półprzewodnikowych urządzeń został wydany w 1992 r. przez komisję kwalifikacyjną Ministerstwa Edukacji Ukrainy.
W latach 1990 – 1993 profesor katedry elektroniki przemysłowej i elektrotechniki w Kijowskim technologicznym instytucie przemysłu lekkiego.
Od 1993 pracuje jako profesor na pół etatu w Instytucie elektrotechniki Wydziału telekomunikacji i elektrotechniki Akademii Techniczno-Rolniczej w Bydgoszczy.
W latach 1994–2012 drogą konkursu został profesorem w Instytucie Informatyki i Elektroniki Uniwersytetu Zielonogórskiego (wcześniej Politechnika Zielonogórska).
Od 1996 roku Członek Polskiego Towarzystwa Elektrotechniki Teoretycznej i Stosowanej. Członek Stowarzyszenia Inżynierów Elektroniki Mocy Rosji (MAE) z siedzibą w Moskwie od 1999 roku.

## Działalność naukowa
Podstawowe prace profesora poświęcone są badaniu i rozwoju teorii, metod analizy i syntezy urządzeń technologicznych przekształtników mocy typu modulacyjnego, takim jak modulacja szerokości impulsu i modulacji amplitudy impulsu, a także zagadnieniom projektowania, symulacji, optymalizacji i wykorzystania takich konwerterów.
Najnowsze prace poświęcone są problemie jakości przekształcania energii elektrycznej w niezależnych systemach zasilania, zawierających konwerter typu modulacyjnego.

### Wykaz monografii i podręczników
- Monografie:
  - Гречко Э.Н.. Тонкаль В.Е. Автономные инверторы модуляционного типа. – Киев: Наукова думка, 1983, 304с.
  - Гречко Э.Н., Рядинских А.С. Анализ преобразовательных цепей и аппроксимация операторов. – Киев, Наукова думка, 1982, 224с.
  - Тонкаль В Е., Гречко Э.Н., Бухинский В.И. Многофазные автономные инверторы напряжения с улучшенными характеристиками . – Киев, Наукова думка, 1980, 182с.
  - Тонкаль В.Е., Гречко Э.Н., Кулешов Ю.Е. Оптимальный синтез автономных инверторов с амплитудно-импульсной модуляцией. – Киев, Наукова думка, 1987, 220с.
  - Дмитриков В.Ф., Гречко Э.Н., Тонкаль В.Е., Островский М.Ю. Теория и методы анализа преобразователей частоты и ключевых генераторов. – Киев, Наукова думка, 1988, 314с.
  - Атрощенко В. А., Гречко Э.Н., Кабанков Ю.А., Суртаев В.Д. Преобразователи электрической энергии в автономных системах электроснабжения. – Краснодар (Россия), 1991, 169с.
  - Greczko E., Gientkowski Z., Kurowski T. Półprzewodnikowe autonomiczne układy zasilania energią elektryczną prądu przemiennego. – Zielona Góra (Польша) WSInż., 1996, 211 с.
- Poradnik:
  - Паншин А.И., Атрощенко А.А., Гречко Э.Н., Чигликова Н.Д.- Основы теории электрических техники. Сборник упражнений и задач. -Краснодар (Россия), 1992, 167з.

## Udział w projektach badawczych
1989-1992 – projekt "Opracowanie kierunków poprawy efektywności autonomicznych systemów energetycznych ze statycznymi przetwornicami", finansowany z Akademią nauk Ukrainy, Instytut problemów oszczędzania energii Ukrainy;
1993-1996 znajdował się na stażu – projekt "Opracowanie naukowo-metodycznego oceny zgodności elektromagnetycznej w systemach autonomicznego zasilania z przekaźnikowi przetwornicami", finansowany z Akademią nauk Ukrainy, Instytut problemów oszczędzania energii Ukrainy;
1992-1994 – projekt "Opracowanie metod i środków poprawy efektywności energetycznej w autonomicznych systemach energetycznych dla przedsiębiorstw przemysłu lekkiego" finansowany Państwowym komitetem badań naukowych programy Ukrainy, Instytut problemów oszczędzania energii NAN Ukrainy;
1993-1994 – "Schematy strukturalne automatycznych układów zasilania rezerwowego i ich synteza". – Grant KBN N0 PB1416/8/91, ATR w Bydgoszczy;
1995-1997 – "Zastosowanie, zasady budowy, algorytmy sterowania i analiza procesów elekromagnetycznych trójfazowych sterowników mocy prądu przemiennego ze sterowaniem impulsowym typu PWM". - Grant KBN N0 8T10A 032 09, WSInż. w Zielonej Górze;
1998 – Studencki projekt badawczy "Przekształtniki AC/AC typu modulacyjnego w układach stabilizacji napięcia miękkich sieci zasilających o poprawnych charakterystykach". – dyrektor naukowy, Uniwersytet Zielonogórski.
2008-2009 – "Automatyczne testowanie urządzeń do pomiaru parametrów sieci energetycznej". Badanie własne, Uniwersytet Zielonogórski

## Rodzina
Żonaty z Iryną Bondarenko (ur. 1956), inżynierem w Instytucie Elektrodynamiki AN ZSRR, mają córkę Annę (ur. 1990).